# Xã Beaver, Quận Iroquois, Illinois
Xã Beaver (tiếng Anh: Beaver Township) là một xã thuộc quận Iroquois, tiểu bang Illinois, Hoa Kỳ. Năm 2010, dân số của xã này là 527 người.